# Cerebus
Cerebus the Aardvark ou plus simplement Cerebus est une bande dessinée auto-publiée créée par le Canadien Dave Sim (rejoint ensuite par son compatriote Gerhard) en 1977 qui raconte les histoires d'un oryctérope sur 300 épisodes, développant quantité de thématiques telles que la condition féminine, la religion, ou le temps.
Terminée en mars 2004, cette série est la plus longue publiée par une seule équipe en anglais, avec 300 numéros et plus de 6 000 pages. Son créateur considère que la série constitue un roman graphique de 6 000 pages.

## Le personnage de Cerebus
Le personnage principal est un oryctérope bipède misanthrope qui est lié aux différents événements religieux et politiques du monde imaginaire d’Estarcion et qui devient, au cours des différents épisodes, mercenaire, premier ministre, pape, tenant de bar ou messie. Cerebus parle de lui-même à la troisième personne en se désignant par son nom (à quelques exceptions dans les premiers épisodes). Son nom vient d’une déformation accidentelle de Cerbère (Cerberus en anglais).
Cerebus est un personnage à la moralité trouble, parfois sympathique et parfois impitoyable. Il est souvent grossier et vulgaire, a un tempérament vicieux et aime se retrouver ivre, à tel point qu’on peut le considérer comme alcoolique. Malgré son peu de moralité, il est brave, courageux et peut montrer une réelle affection à ceux qu’il considère comme des égaux ou envers qui il éprouve des sentiments. Il est également doué en tactique et en stratégie, expert en combat à mains nues, doué pour improviser lorsqu’il doit se sortir de situations pénibles. Il dispose enfin de quelques compétences magiques.
Un des gags récurrents des premiers épisodes concernait le fait que lorsque sa fourrure est mouillée, elle dégage une terrible puanteur que lui-même pouvait à peine tolérer.

## Histoire de la série
Difficile à classifier, Cerebus est auto-édité par Sim sous son label Aardvark-Vanaheim, Inc. Pendant les premières années, la publication est assurée par la petite amie de Sim, Deni Loubert (ils se marient puis divorcent pendant la durée de la série).
Inspirés sur certains points par le personnage d’Howard the Duck, les premiers numéros de Cerebus prennent la forme d’une parodie de Conan le barbare. La série se développe rapidement pour atteindre une certaine originalité et sophistication artistique. Par exemple, Sim fait tout son possible pour retourner les pages verticalement, introduit de nombreux passages de narration entre les dessins et fait apparaître de nombreux personnages réels morts ou vivants (y compris lui-même) dans le déroulement de l’histoire, le tout dans le but de s’affranchir le plus possible des conventions utilisées dans la bande dessinée nord-américaine.
En 1979, Sim, qui est alors un consommateur régulier de cannabis, se met à prendre du LSD à une telle fréquence qu’il doit être hospitalisé. À la suite de cet évènement Sim annonce avoir assez d’inspiration pour produire Cerebus pour 300 mois. Les épisodes s’éloignent alors de plus en plus du monde de l’heroic fantasy et le 25e épisode marque un tournant dans l’histoire, faisant glisser le scénario vers une satire politique complexe. Sim est rejoint par Gerhard à partir de l’épisode 65.
Dès les années 1980, Sim est un ardent défenseur des droits des créateurs dans le monde de la bande dessinée et utilise les pages éditoriales de Cerebus pour faire la promotion de l’auto-édition. Il devient également un membre important du Comic Book Legal Defense Fund en donnant à cette association la totalité de ses gains acquis lors de son travail sur le 10e épisode de la série Spawn de Todd McFarlane. Ces premières années sont celles du succès. Alors que la plupart des séries autoéditées  se vendent mal, Cerebus est diffusé entre 20 et 30 000 exemplaires pour chaque numéro.
Jaka's Story (numéros 114 à 136), une étude tragique sur les sentiments, les relations hommes-femmes et la suppression politique de toute forme d’art, est généralement considéré comme le sommet de la série sur le plan narratif. Cependant, les derniers épisodes de cette série ont tendance à devenir très personnels et déçoivent certains des lecteurs, en particulier les féministes. Dans l’épisode 186 se trouve un long texte attaqué par certains lecteurs et critiques comme étant de la pure misogynie (alors que Sim le décrit comme de l’"anti-féminisme"). Influencé par des auteurs tels que Norman Mailer, Sim s’oppose à ce qu’il considère comme les principes de base du féminisme, défendant une théorie selon laquelle les valeurs traditionnelles sont qualifiées de "masculines" alors que les sentiments et les émotions sont "féminins", opposant la "lumière créatrice masculine" (« creative male light ») au "vide émotionnel féminin" (« emotional female void »). Cet épisode sera suivi par le numéro 265 (appelé "Tangent") encore plus virulent dans lequel Sim identifie un "axe féministe et homosexuel" qu’il oppose aux valeurs traditionnelles et rationnelles de la société. Il suggère dans cet épisode que les maris devraient avoir le droit légal de battre leur femme et décrit les femmes comme des "êtres inférieurs". Ces prises de position ont pour effet son retrait de la vie publique et sa marginalisation par ses pairs.
Sim lui-même apparaît comme un personnage de Cerebus, particulièrement pour réprimander sa création dans l’épisode Minds. L’idée d’un écrivain entrant dans son propre univers de fiction n’est pas un concept que Sim peut prétendre avoir inventé (voir par exemple Stan Lee et Jack Kirby dans Les Quatre Fantastiques, Kurt Vonnegut dans Le Breakfast du champion, Paul Auster dans New York Trilogy et Grant Morrison dans Animal Man), bien qu’il prétende en avoir eu l’idée dès 1979, plus de dix ans avant de le réaliser.
Il rompt pratiquement toutes relations avec sa famille et ses collègues (à l’exception de Gerhard) pour se consacrer à la série, à l’exception de plusieurs affaires où il s’en prend publiquement à Terry Moore, Jeff Smith ou Gary Groth.
Sim est également connu pour ses convictions religieuses. Tout d’abord athée, Sim prétend avoir trouvé la foi pendant des recherches pour un épisode. Cependant, plutôt que de suivre une religion en particulier, Sim croit que le judaïsme, le christianisme et l’islam sont tous égaux. Il suit des pratiques religieuses tirées des trois religions bien qu’il se décrive lui-même, dans un éditorial, comme "principalement musulman". Dans une interview donnée à un magazine en 2004, Sim récite une prière qu’il a lui-même composée (publiée au dos de l’épisode 300) et déclare la réciter cinq fois par jour. Dans cette même interview, il dit avoir vendu la majeure partie de ses biens pour en faire don à des œuvres de charité.
La publication, en mars 2004 du 300e épisode n’éveille aucun écho dans le monde de la bande dessinée. À cette occasion, Sim confirme dans une interview qu’après sa mort et celle de Gerhard, Cerebus tombera dans le domaine public. En attendant, il a offert une licence générale autorisant tout auteur qui le désire à utiliser le personnage de Cerebus pour son propre usage.
En 2016, en préparation du quarantième anniversaire de la série, Dave Sim lance Cerebus in Hell sur son site internet. La série prend la forme d'un comic strip, composé de collages de figures de Cerebus sur des décors de l'Enfer de Dante illustré par Gustave Doré avec des dialogues de Sim.

## Les recueils deCerebus
Les recueils publiés par Aardvark-Vanaheim sont appelés phone books (annuaires) par les fans en référence à leur imposante pagination.
1. Cerebus  (ISBN 0-919359-08-6) : épisodes 1-25 (1977-1981)
2. High Society  (ISBN 0-919359-07-8) : épisodes 26-50 (1981-1983)
3. Church and State I  (ISBN 0-919359-09-4) : épisodes 52-80 (1983-1985)
4. Church and State II  (ISBN 0-919359-11-6) : épisodes 80-113 (1985-1988)
5. Jaka's Story  (ISBN 0-919359-12-4) : épisodes 114-136 (1988-1990)
6. Melmoth  (ISBN 0-919359-10-8) : épisodes 139-150 (1990-1991)
7. Flight (Mothers and Daughters vol.1)  (ISBN 0-919359-13-2) : épisodes 151-162 (1991-1992)
8. Women (Mothers and Daughters vol.2)  (ISBN 0-919359-14-0) : épisodes 163-174 (1992-1993)
9. Reads (Mothers and Daughters vol.3)  (ISBN 0-919359-15-9) : épisodes 175-186 (1993-1994)
10. Minds (Mothers and Daughters vol.4)  (ISBN 0-919359-16-7) : épisodes 187-200 (1994-1995)
11. Guys  (ISBN 0-919359-17-5) : épisodes 201-219 (1995-1997)
12. Rick’s Story  (ISBN 0-919359-18-3) : épisodes 220-231 (1997-1998)
13. Going Home (Going Home vol. 1)  (ISBN 0-919359-19-1) : épisodes 232-250 (1998-2000)
14. Form and Void (Going Home vol.2)  (ISBN 0-919359-20-5) : épisodes 251-265 (2000-2001)
15. Latter Days (Latter Days vol.1)  (ISBN 0-919359-22-1) : épisodes 266-288 (2001-2003)
16. The Last Day(Latter Days vol.2)  (ISBN 0-919359-21-3) : épisodes 289-300 (2003-2004)

Collected Letters  (ISBN 0-919359-23-X) et Collected Letters vol.2 sont des recueils de réponses de Sim à des lettres de lecteurs après la publication du dernier épisode.
Dave Sim's Cerebus : Cover Art Treasury  (ISBN 978-1613776735) reprend les couvertures des numéros de Cerebus.
En France, la série est traduite par l’éditeur Vertige Graphic.
1. High Society (2010) : épisodes 26-50
2. l'Eglise et l'Etat volume 1 (2012) : épisodes 52-80

## Autour de la série
- Le second recueil a été publié avant le premier.
- Les recueils sont imprimés sur le même papier que les versions originales.
- Les titres des recueils 8 à 11 peuvent être lus comme une phrase (women read minds, guys, c’est-à-dire « les femmes lisent [dans] les esprits, les gars »), un des thèmes de la série.
- À la grande déception des fans, l’épisode 51 n’a pas été inclus dans un des livres de la collection. D’après Sim, la raison en est que cet épisode est une transition qui n’avait sa place ni dans High Society, ni dans Church and State I. On peut toutefois retrouver cet épisode, ainsi que les épisodes 112, 113, 137 et 138, eux aussi non publiés dans les recueils, dans Cérébus #0 (1993).

## Prix et récompenses
1994 : Prix Eisner du meilleur recueil pour Flight

### Documentation
- (en) John Clifton, « Bite Now, Suckers! », The Comics Journal, no 90,‎ juin 1984, p. 95-99.
- Thierry Groensteen, « Tout le monde ne peut pas être oryctérope ! », dans Les Cahiers de la bande dessinée n°68, mars-avril 1986, pp. 75-77.
- (en) Tim Krieder, « Ireedeemable: Dave Sim's Cerebus », dans The Comics Journal n°301, Seattle : Fantagraphics, février 2011, p. 337-375.  (ISBN 9781606992913)
- (en) Robert O'Nale, « Cerebus the Aardvark », dans M. Keith Booker (dir.), Encyclopedia of Comic Books and Graphic Novels, Santa Barbara, Grenwood, 2010, xxii-xix-763 (ISBN 9780313357466), p. 92-94.
- (en) Kelly Rothenberg, « Cerebus : An Aardvark on the Edge (A Brief History of Dave Sim and His Independent Comic Book) », Americana : The Journal of American Popular Culture, 1900 to Present, vol. 2, no 1,‎ printemps 2008 (lire en ligne).
- Dave Sim (int. Luc Pommerleau), « Entretien avec Dave Sim », dans Les Cahiers de la bande dessinée n°68, mars-avril 1986, pp. 70–74.
- Thierry Gagnon, "Rétrospective douce-amère d’un chef-d’œuvre déchu : Cerebus" 30 janvier 2020
- Thierry Gagnon, "Un barbare pas comme les autres (Cerebus the Aardvark)", 12 mars 2020
- Thierry Gagnon, "Un barbare chez les aristos (Cerebus : High Society)", 8 mai 2020
- Thierry Gagnon, "Un barbare qui voulait être Tarim à la place de Tarim", 31 août 2020